# شافان-سور-سورا
شافان-سور-سورا (بالفرنسية: Chavannes-sur-Suran)‏ هي بلدية فرنسية تقع في إقليم الأين في فرنسا. رمز إنسي لها هو:1095. أما الرمز البريدي لها فهو: 1250.